# Championnat de France de rugby à XV 1999-2000
Navigation
1998-1999
(Toulouse) 2000-2001
(Toulouse)
Le championnat de France de rugby à XV 1999-2000 est disputé par 24 équipes réparties en deux poules pendant une phase préliminaire. Les deux premières équipes de chaque poule sont qualifiées pour les quarts de finale ainsi que quatre équipes issues de matchs de barrage. Les matchs de barrage sont disputés par les équipes classées de la 3e à la 6e place dans chaque poule, les vainqueurs des quatre matchs de barrage sont qualifiés pour les quarts de finale.
La suite de la compétition se fait par élimination directe en quarts de finale et en demi-finale.
Le Stade français CASG remporte le championnat de France de rugby à XV de première division 1999-2000 après avoir battu l'US Colomiers en finale. L'équipe de Colomiers perd la première finale à laquelle elle participe.
À l'issue de la saison 1999-2000 quatre équipes sont reléguées en division inférieure : l'US Montauban, le RC Nîmes, le RC Toulon (relégation administrative) et le Racing club de France. À l'inverse, l'AS Béziers est promue en première division, ce qui portera le nombre de clubs de l'élite à 21.
Les quatre demi-finalistes (Stade français CASG, Colomiers, Toulouse et Pau) ainsi que Castres (mieux classé des quarts de finaliste battus) et Biarritz vainqueur de la dernière édition de la Coupe de France Yves du Manoir se qualifient pour la Coupe d’Europe.

## Équipes participantes
- SU Agen
- FC Auch
- Stade aurillacois
- Biarritz olympique
- CA Bègles-Bordeaux
- CS Bourgoin-Jallieu
- CA Brive
- Castres olympique
- US Colomiers
- US Dax
- FC Grenoble
- US Montauban (promu)
- AS Montferrand
- RC Narbonne
- RC Nîmes
- CA Périgueux
- USA Perpignan
- Racing club de France
- Section paloise
- Stade français CASG
- Stade montois (promu)
- Stade rochelais
- RC Toulon
- Stade toulousain

## Poules qualificatives
Les équipes en vert sont qualifiées directement pour les 1/4 de finale.

Les équipes en jaune sont qualifiées pour les barrages.
Les équipes en rose sont reléguées en Pro D2 pour la saison 2000-2001.
| Pos | Équipe              | Points |
| --- | ------------------- | ------ |
| 1   | Stade toulousain    | 58     |
| 2   | Stade français CASG | 47     |
| 3   | US Colomiers        | 47     |
| 4   | US Dax              | 46     |
| 5   | USA Perpignan       | 46     |
| 6   | Stade rochelais     | 45     |
| 7   | CA Brive            | 44     |
| 8   | RC Narbonne         | 43     |
| 9   | FC Grenoble         | 43     |
| 10  | FC Auch             | 41     |
| 11  | Stade aurillacois   | 38     |
| 12  | US Montauban        | 30     |

| Pos | Équipe                | Points |
| --- | --------------------- | ------ |
| 1   | Castres olympique     | 54     |
| 2   | Section paloise       | 54     |
| 3   | SU Agen               | 53     |
| 4   | AS Montferrand        | 50     |
| 5   | Biarritz olympique    | 48     |
| 6   | CS Bourgoin-Jallieu   | 48     |
| 7   | CA Bègles-Bordeaux    | 48     |
| 8   | Stade montois         | 44     |
| 9   | RC Toulon             | 43     |
| 10  | CA Périgueux          | 36     |
| 11  | Racing club de France | 28     |
| 12  | RC Nîmes              | 22     |

|  | Qualification pour les Quarts de finale(no 1, no 2) |
|  | Qualification pour les Barrages (no 3 à no 6)       |
|  | Barrage de relégation pour la 2e division           |
|  | Relégation en 2e division                           |
|  | T : tenant du titre 1998 • P : promu 1998           |

En raison d'un déficit cumulé de 10 millions de Francs, la Ligue Nationale de Rugby décide la rétrogradation du Rugby club toulonnais en deuxième division le 24 juillet 2000. Un match de barrage de maintien est organisé entre Aurillac et le Racing club de France gagné par Aurillac. Aurillac est donc maintenu en élite 1.

## Tableau final
|  | Matchs de barrage                   | Matchs de barrage                   |                                            |                     | Quarts de finale               | Quarts de finale               |  |  | Demi-finales                        | Demi-finales                        |  |  | Finale                         | Finale                         |
|  | ----------------------------------- | ----------------------------------- | ------------------------------------------ | ------------------- | ------------------------------ | ------------------------------ |  |  | ----------------------------------- | ----------------------------------- |  |  | ------------------------------ | ------------------------------ |
|  |                                     |                                     |                                            |                     |                                |                                |  |  |                                     |                                     |  |  |                                |                                |
|  |                                     |                                     |                                            |                     | Stade Maurice Trélut de Tarbes | Stade Maurice Trélut de Tarbes |  |  | Stade de la Méditerranée de Béziers | Stade de la Méditerranée de Béziers |  |  | Stade de France de Saint Denis | Stade de France de Saint Denis |
|  |                                     |                                     |                                            |                     | Stade Maurice Trélut de Tarbes | Stade Maurice Trélut de Tarbes |  |  | Stade de la Méditerranée de Béziers | Stade de la Méditerranée de Béziers |  |  | Stade de France de Saint Denis | Stade de France de Saint Denis |
|  |                                     |                                     |                                            |                     | Stade Maurice Trélut de Tarbes | Stade Maurice Trélut de Tarbes |  |  | Stade de la Méditerranée de Béziers | Stade de la Méditerranée de Béziers |  |  | Stade de France de Saint Denis | Stade de France de Saint Denis |
|  |                                     |                                     |                                            |                     | Stade Maurice Trélut de Tarbes | Stade Maurice Trélut de Tarbes |  |  | Stade de la Méditerranée de Béziers | Stade de la Méditerranée de Béziers |  |  | Stade de France de Saint Denis | Stade de France de Saint Denis |
|  |                                     |                                     |                                            |                     | Stade Maurice Trélut de Tarbes | Stade Maurice Trélut de Tarbes |  |  | Stade de la Méditerranée de Béziers | Stade de la Méditerranée de Béziers |  |  | Stade de France de Saint Denis | Stade de France de Saint Denis |
|  |                                     | Biarritz olympique                  | 18                                         |                     |                                |                                |  |  | Stade de la Méditerranée de Béziers | Stade de la Méditerranée de Béziers |  |  | Stade de France de Saint Denis | Stade de France de Saint Denis |
|  |                                     |                                     | 18                                         |                     |                                |                                |  |  | Stade de la Méditerranée de Béziers | Stade de la Méditerranée de Béziers |  |  | Stade de France de Saint Denis | Stade de France de Saint Denis |
|  |                                     | Stade toulousain                    | 28ap                                       |                     |                                |                                |  |  | Stade de la Méditerranée de Béziers | Stade de la Méditerranée de Béziers |  |  | Stade de France de Saint Denis | Stade de France de Saint Denis |
|  | US Dax                              | Stade toulousain                    | 28ap                                       | 24                  |                                |                                |  |  | Stade de la Méditerranée de Béziers | Stade de la Méditerranée de Béziers |  |  | Stade de France de Saint Denis | Stade de France de Saint Denis |
|  | US Dax                              | Stade de la Méditerranée de Béziers |                                            | 24                  |                                |                                |  |  | Stade de la Méditerranée de Béziers | Stade de la Méditerranée de Béziers |  |  | Stade de France de Saint Denis | Stade de France de Saint Denis |
|  | Biarritz olympique                  | 37                                  |                                            |                     |                                |                                |  |  | Stade de la Méditerranée de Béziers | Stade de la Méditerranée de Béziers |  |  | Stade de France de Saint Denis | Stade de France de Saint Denis |
|  | Biarritz olympique                  | 37                                  |                                            | Stade toulousain    | 13                             |                                |  |  |                                     |                                     |  |  | Stade de France de Saint Denis | Stade de France de Saint Denis |
|  |                                     |                                     |                                            | Stade toulousain    | 13                             |                                |  |  |                                     |                                     |  |  | Stade de France de Saint Denis | Stade de France de Saint Denis |
|  |                                     |                                     | Stade français CASG                        | 30                  |                                |                                |  |  |                                     |                                     |  |  | Stade de France de Saint Denis | Stade de France de Saint Denis |
|  |                                     |                                     | Stade français CASG                        | 30                  |                                |                                |  |  |                                     |                                     |  |  | Stade de France de Saint Denis | Stade de France de Saint Denis |
|  | Stade Armandie d'Agen               |                                     |                                            |                     |                                |                                |  |  |                                     |                                     |  |  | Stade de France de Saint Denis | Stade de France de Saint Denis |
|  |                                     |                                     |                                            |                     |                                |                                |  |  |                                     |                                     |  |  | Stade de France de Saint Denis | Stade de France de Saint Denis |
|  |                                     | Stade français CASG                 | 25                                         |                     |                                |                                |  |  |                                     |                                     |  |  | Stade de France de Saint Denis | Stade de France de Saint Denis |
|  | Stade de la Méditerranée de Béziers | Stade français CASG                 | 25                                         |                     |                                |                                |  |  |                                     |                                     |  |  | Stade de France de Saint Denis | Stade de France de Saint Denis |
|  |                                     | USA Perpignan                       | 15                                         |                     |                                |                                |  |  |                                     |                                     |  |  | Stade de France de Saint Denis | Stade de France de Saint Denis |
|  | SU Agen                             | USA Perpignan                       | 15                                         | 32                  |                                |                                |  |  |                                     |                                     |  |  | Stade de France de Saint Denis | Stade de France de Saint Denis |
|  | SU Agen                             | Stade André Moga de Bègles          |                                            | 32                  |                                |                                |  |  |                                     |                                     |  |  | Stade de France de Saint Denis | Stade de France de Saint Denis |
|  | USA Perpignan                       | 33                                  |                                            |                     |                                |                                |  |  |                                     |                                     |  |  | Stade de France de Saint Denis | Stade de France de Saint Denis |
|  | USA Perpignan                       | 33                                  |                                            | Stade français CASG | 28                             |                                |  |  |                                     |                                     |  |  |                                |                                |
|  |                                     |                                     |                                            | Stade français CASG | 28                             |                                |  |  |                                     |                                     |  |  |                                |                                |
|  |                                     | US Colomiers                        | 23                                         |                     |                                |                                |  |  |                                     |                                     |  |  |                                |                                |
|  |                                     | US Colomiers                        | 23                                         |                     |                                |                                |  |  |                                     |                                     |  |  |                                |                                |
|  |                                     |                                     |                                            |                     |                                |                                |  |  |                                     |                                     |  |  |                                |                                |
|  |                                     |                                     |                                            |                     |                                |                                |  |  |                                     |                                     |  |  |                                |                                |
|  | Section paloise                     | 28                                  |                                            |                     |                                |                                |  |  |                                     |                                     |  |  |                                |                                |
|  | Section paloise                     | 28                                  | Stade Beaublanc de Limoges                 |                     |                                |                                |  |  |                                     |                                     |  |  |                                |                                |
|  |                                     | AS Montferrand                      | 27                                         |                     |                                |                                |  |  |                                     |                                     |  |  |                                |                                |
|  | AS Montferrand                      | AS Montferrand                      | 27                                         | 41                  |                                |                                |  |  |                                     |                                     |  |  |                                |                                |
|  | AS Montferrand                      | Stade Ernest Wallon de Toulouse     |                                            | 41                  |                                |                                |  |  |                                     |                                     |  |  |                                |                                |
|  | CA Brive                            | 23                                  |                                            |                     |                                |                                |  |  |                                     |                                     |  |  |                                |                                |
|  | CA Brive                            | 23                                  |                                            | Section paloise     | 22                             |                                |  |  |                                     |                                     |  |  |                                |                                |
|  |                                     |                                     |                                            | Section paloise     | 22                             |                                |  |  |                                     |                                     |  |  |                                |                                |
|  |                                     | US Colomiers                        | 24ap                                       |                     |                                |                                |  |  |                                     |                                     |  |  |                                |                                |
|  |                                     | US Colomiers                        | 24ap                                       |                     |                                |                                |  |  |                                     |                                     |  |  |                                |                                |
|  |                                     |                                     |                                            |                     |                                |                                |  |  |                                     |                                     |  |  |                                |                                |
|  |                                     |                                     |                                            |                     |                                |                                |  |  |                                     |                                     |  |  |                                |                                |
|  | Castres olympique                   | 15                                  |                                            |                     |                                |                                |  |  |                                     |                                     |  |  |                                |                                |
|  | Castres olympique                   | 15                                  | Parc des Sports et de l'Amitié de Narbonne |                     |                                |                                |  |  |                                     |                                     |  |  |                                |                                |
|  |                                     | US Colomiers                        | 29                                         |                     |                                |                                |  |  |                                     |                                     |  |  |                                |                                |
|  | US Colomiers                        | US Colomiers                        | 29                                         | 20                  |                                |                                |  |  |                                     |                                     |  |  |                                |                                |
|  | US Colomiers                        |                                     |                                            |                     |                                |                                |  |  |                                     |                                     |  |  |                                |                                |
|  | CS Bourgoin-Jallieu                 | 18                                  |                                            |                     |                                |                                |  |  |                                     |                                     |  |  |                                |                                |
|  | CS Bourgoin-Jallieu                 | 18                                  |                                            |                     |                                |                                |  |  |                                     |                                     |  |  |                                |                                |

- 18-18 entre Biarritz et le Stade toulousain à l'issue du temps réglementaire en 1/4 de finale.

### Matchs de barrage
| Date       | Équipe 1       | Équipe 2            | Résultat |
| ---------- | -------------- | ------------------- | -------- |
| 24-25 juin | US Dax         | Biarritz olympique  | 24-37    |
| 24-25 juin | SU Agen        | USA Perpignan       | 32-33    |
| 24-25 juin | US Colomiers   | CS Bourgoin-Jallieu | 20-18    |
| 24 juin    | AS Montferrand | CA Brive            | 41-23    |

Les équipes dont le nom est en caractères gras sont qualifiées pour les quarts de finale avec les deux premières équipes de chaque poule de la phase préliminaire : Toulouse, Stade français CASG, Castres et Pau.

### Finale
| Équipes             | Stade français CASG - US Colomiers |
| Score               | 28-23 (mi-temps : 14-13) |
| Date                | 15 juillet 2000 |
| Stade               | Stade de France |
| Arbitre             | Didier Mené |
| Les équipes         | |
| Stade français CASG | Titulaires : Sylvain Marconnet, Laurent Pedrosa, Pieter de Villiers, David Auradou, Hervé Chaffardon, Christophe Moni, Richard Pool-Jones, Christophe Juillet, Christophe Laussucq, Diego Dominguez, Nicolas Raffault, Cliff Mytton, Franck Comba, Christophe Dominici, Conrad Stoltz Remplaçants : Fabrice Landreau, Darren George, Pierre Rabadan, Arthur Gomes, Justin Wring, Sylvain Jonnet, Benjamin Fourt Arteaga, Jérémie Foissac |
| US Colomiers        | Titulaires : Stéphane Delpuech, Christophe Laurent, Jéremy Tomuli, Jean-Philippe Revallier, Jean-Marc Lorenzi, Bernard De Giusti, Patrick Tabacco, Francis Ntamack, Fabrice Culinat, David Skrela, Benjamin Lhande, Jérôme Sieurac, Mickaël Carré, Sébastien Roque, Jean-Luc Sadourny Remplaçants : Philippe Magendie, Marc Dal Maso, Hervé Manent, Laurent Marticorena, Stéphane Peysson, Stéphane Graou, Frédéric Pédoussaut           |
| Points marqués      | |
| Stade français CASG | 3 essais par Dominici, Laussucq et Comba, 2 transformations et 3 pénalités par Dominguez |
| US Colomiers        | 2 essais par F. Ntamack et Culinat, 2 transformations et 3 pénalités par Skrela |